# اختبار المرآة

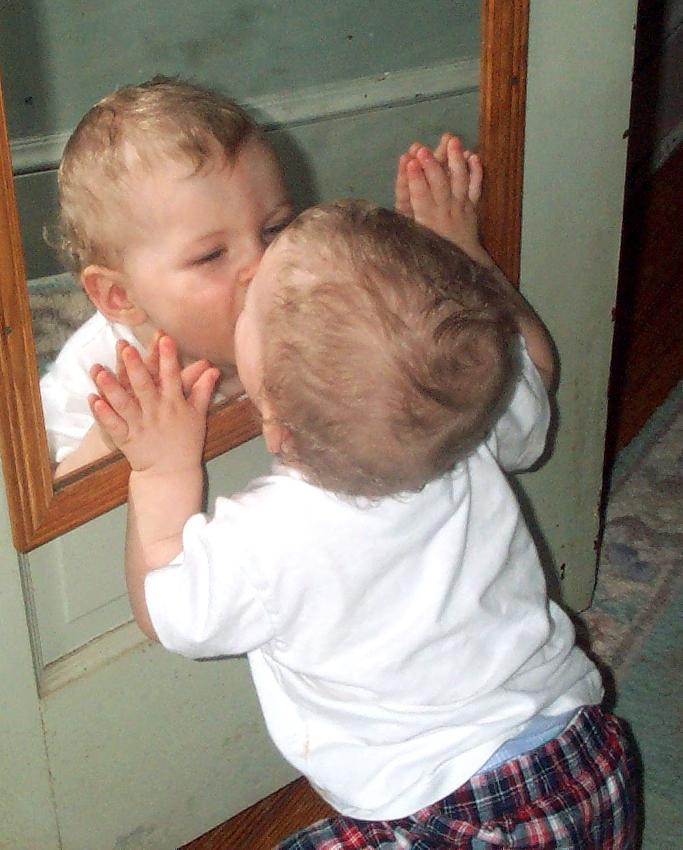
طفل إنسان يقوم باكتشاف نفسه بالمرآة

اختبار المرآة هو اختبار نفسي صممه النفساني Gordon G. Gallup في عام 1970، لتحديد مقدرة الحيوانات على التعرف على نفسها في المرآة.
يستخدم هذا الاختبار كمقياس للوعي الذاتي عند الحيوانات.
استُخدِم هذا الاختبار في علم النفس التنموي لتحديد العمر الذي يقدر به الإنسان على إدراك نفسه في المرآة وهو في بداية الشهر الثامن عشر من عمره تقريباً، وبالطبع هذا الأمر يختلف من شخص لآخر.

## الحيوانات التي اجتازت هذا الاختبار
- البونوبو
- الشمبانزي
- إنسان الغاب
- الغوريلا
- الدلفين ذو المنقار
- الحوت القاتل
- الفيل

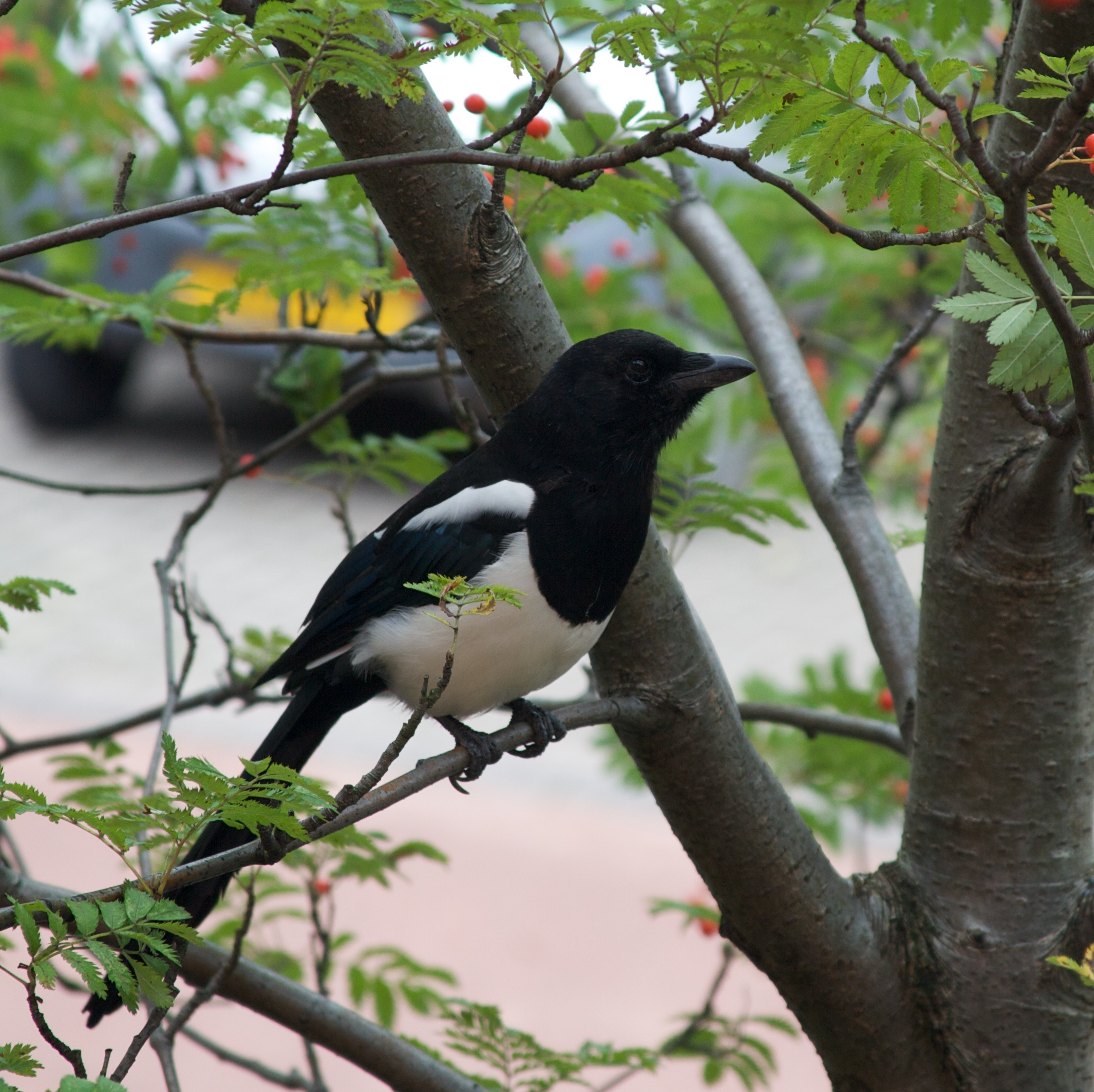
يستطيع طائر العقعق الأوربي إدارك نفسه في المرآة على الرغم من غياب المنطقة الخلفية من قشرة المخ neocortex والذي يعتقد بأن الوعي الذاتي يتمركز فيها

- العقعق الأوروبي (يعرف أحيانا بالعقعق الأوراسي).